# إميلي كينر
إميلي كينر (بالإنجليزية: Emily Keener)‏ هي موسيقية أمريكية، ولدت في 23 نوفمبر 1999 في كليفلاند في الولايات المتحدة.

## وصلات خارجية
- إميلي كينر على موقع ميوزك برينز (الإنجليزية)